# Steve Sidwell (muzyk)
Steve Sidwell – angielski muzyk, kompozytor i dyrygent. Współpracował w takimi artystami jak Mark Knopfler, Pet Shop Boys, Robbie Williams czy Seal.